# Vuelta a España 1980
La 35.ª edición de la Vuelta a España se disputó del 22 de abril al 11 de mayo de 1980 con un recorrido de 3225 km divididos en un prólogo y 19 etapas, una de ellas doble, con inicio en La Manga y final en Madrid.
Participaron 110 corredores repartidos en 11 equipos, de los que solo lograron finalizar la prueba 63 ciclistas.
El vencedor, Faustino Rupérez, logró dos victorias de etapa y cubrió la prueba a una velocidad media de 36,486 km/h. y junto a Roberto Visentini fueron los únicos corredores que lograron llevar el maillot amarillo de líder de la prueba. Pedro Torres y Claude Criquielion le acompañaron en el podio.
El irlandés Sean Kelly, ganador de cinco etapas, fue el vencedor en las clasificaciones por puntos y metas volantes, y Juan Fernández logró la victoria en la clasificación de la montaña.

## Etapas
| Etapa   | Fecha       | Recorrido                            | Km       | Ganador                  | Líder             |
| Prólogo | 22 de abril | La Manga                             | 10 (CRI) | Roberto Visentini        | Roberto Visentini |
| 1.ª     | 23 de abril | La Manga-Benidorm                    | 155      | Sean Kelly               | Roberto Visentini |
| 2.ª     | 24 de abril | Benidorm-Cullera                     | 170      | Sean Kelly               | Roberto Visentini |
| 3.ª     | 25 de abril | Cullera-Vinaroz                      | 207      | Giuseppe Martinelli      | Roberto Visentini |
| 4.ª     | 26 de abril | Vinaroz-San Quirico de Tarrasa       | 214      | Klaus-Peter Thaler       | Roberto Visentini |
| 5.ª     | 27 de abril | San Quirico de Tarrasa-Seo de Urgel  | 200      | Faustino Rupérez         | Faustino Rupérez  |
| 6.ª     | 28 de abril | Seo de Urgel-Viella                  | 131      | Enrique Martínez Heredia | Faustino Rupérez  |
| 7.ª     | 29 de abril | Viella-Jaca                          | 216      | Faustino Rupérez         | Faustino Rupérez  |
| 8.ª     | 30 de abril | Monasterio de Leyre-Logroño          | 160      | Eulalio García           | Faustino Rupérez  |
| 9.ª     | 1 de mayo   | Logroño-Burgos                       | 138      | Jos Lammertink           | Faustino Rupérez  |
| 10.ª    | 2 de mayo   | Burgos-Santander                     | 178      | Paul Jesson              | Faustino Rupérez  |
| 11.ª    | 3 de mayo   | Santander-Gijón                      | 219      | Jesús López Carril       | Faustino Rupérez  |
| 12.ª    | 4 de mayo   | Santiago de Compostela-Pontevedra    | 133      | Étienne De Wilde         | Faustino Rupérez  |
| 13.ª    | 5 de mayo   | Pontevedra-Vigo                      | 195      | Rolf Haller              | Faustino Rupérez  |
| 14.ª    | 6 de mayo   | Vigo-Orense                          | 156      | Sean Kelly               | Faustino Rupérez  |
| 15.ª    | 7 de mayo   | Orense-Ponferrada                    | 164      | Javier Elorriaga         | Faustino Rupérez  |
| 16.ªa   | 8 de mayo   | Ponferrada-León                      | 131      | Dominique Arnaud         | Faustino Rupérez  |
| 16.ªb   | 8 de mayo   | León                                 | 22,8     | Roberto Visentini        | Faustino Rupérez  |
| 17.ª    | 9 de mayo   | León-Valladolid                      | 138      | Sean Kelly               | Faustino Rupérez  |
| 18.ª    | 10 de mayo  | Valladolid-Los Ángeles de San Rafael | 197      | Manuel Esparza           | Faustino Rupérez  |
| 19.ª    | 11 de mayo  | Madrid                               | 84       | Sean Kelly               | Faustino Rupérez  |

## Equipos participantes
| Equipo        | Jefe de filas         |
| Zor - Vereco  | Miguel María Lasa     |
| Kelme         | Francisco Galdós      |
| Teka          | Klaus Peter Thaler    |
| Flavia - Gios | Juan José Quintanilla |
| Reynolds      | Miguel Acha           |
| Henninger     | Roque Moya            |

| Equipo              | Jefe de filas      |
| Splendor            | Michel Pollentier  |
| HB - AlarmSystemen  | Wim De Ruiter      |
| San Giacomo-Benotto | Claudio Bortolotto |
| Peña Manzaneque     | Jesús Manzaneque   |
| Colchón C.R.        | Antonio Sobrino    |

## Clasificaciones
En esta edición de la Vuelta a España se diputaron cinco clasificaciones que dieron los siguientes resultados:
| \| 1. \| Faustino Rupérez \| Bandera de España \| ZOR \| 88h 23' 21" \| \| \| 2. \| Pedro Torres \| Bandera de España \| KEL \| + 2' 15" \| \| \| 3. \| Claude Criquielion \| Bélgica \| SPL \| + 3' 00" \| \| \| 4. \| Sean Kelly \| Irlanda \| SPL \| + 3' 31" \| \| \| 5. \| Marino Lejarreta \| Bandera de España \| TEK \| + 4' 32" \| \| \| 6. \| Guido Van Calster \| Bélgica \| SPL \| + 4' 44" \| \| \| 7. \| Johan De Muynck \| Bélgica \| SPL \| + 4' 58" \| \| \| 8. \| Francisco Galdós \| Bandera de España \| KEL \| + 5' 00" \| \| \| 9. \| Miguel María Lasa \| Bandera de España \| ZOR \| + 5' 25" \| \| \| 10. \| Vicente Belda \| Bandera de España \| KEL \| + 6' 41" \| \| |                    |                   |     |             |  |
| 1. | Faustino Rupérez   | Bandera de España | ZOR | 88h 23' 21" |  |
| 2. | Pedro Torres       | Bandera de España | KEL | + 2' 15"    |  |
| 3. | Claude Criquielion | Bélgica           | SPL | + 3' 00"    |  |
| 4. | Sean Kelly         | Irlanda           | SPL | + 3' 31"    |  |
| 5. | Marino Lejarreta   | Bandera de España | TEK | + 4' 32"    |  |
| 6. | Guido Van Calster  | Bélgica           | SPL | + 4' 44"    |  |
| 7. | Johan De Muynck    | Bélgica           | SPL | + 4' 58"    |  |
| 8. | Francisco Galdós   | Bandera de España | KEL | + 5' 00"    |  |
| 9. | Miguel María Lasa  | Bandera de España | ZOR | + 5' 25"    |  |
| 10. | Vicente Belda      | Bandera de España | KEL | + 6' 41"    |  |

| \| 1. \| Sean Kelly \| Irlanda \| SPL \| 313 puntos \| \| 2. \| Guido Van Calster \| Bélgica \| SPL \| 144 puntos \| \| 3. \| Jos Lammertink \| Holanda \| HBA \| 116 puntos \| |                   |         |     |            |
| 1. | Sean Kelly        | Irlanda | SPL | 313 puntos |
| 2. | Guido Van Calster | Bélgica | SPL | 144 puntos |
| 3. | Jos Lammertink    | Holanda | HBA | 116 puntos |

| \| 1. \| Juan Fernández \| \| ZOR \| 94 puntos \| \| 2. \| Anastasio Greciano \| \| REY \| 72 puntos \| \| 3. \| José Luis Laguía \| \| REY \| 53 puntos \| |                    |                   |     |           |
| 1. | Juan Fernández     | Bandera de España | ZOR | 94 puntos |
| 2. | Anastasio Greciano | Bandera de España | REY | 72 puntos |
| 3. | José Luis Laguía   | Bandera de España | REY | 53 puntos |

| \| 1. \| Sean Kelly \| Irlanda \| SPL \| 43 puntos \| |            |         |     |           |
| 1.                                                    | Sean Kelly | Irlanda | SPL | 43 puntos |

| \| 1. \| Splendor \| Bélgica \| SPL \| 265h 07' 23" \| \| 2. \| - \| - \| - \| - \| \| 3. \| - \| - \| - \| - \| |          |         |     |              |
| 1. | Splendor | Bélgica | SPL | 265h 07' 23" |
| 2. | -        | -       | -   | -            |
| 3. | -        | -       | -   | -            |

## Banda sonora
TVE cubre esta prueba escogiendo como banda sonora la canción "Goodnight Tonight", del dueto Paul McCartney & Wings.